# 阿爾維卡
阿爾維卡（瑞典語：Arvika）是瑞典韋姆蘭省阿尔维卡市镇的城区，2010年有人口14,244人。